# Synoicum californianum
Synoicum californianum är en sjöpungsart som beskrevs av Enrico Adelelmo Brunetti 2007. Synoicum californianum ingår i släktet Synoicum och familjen klumpsjöpungar. Inga underarter finns listade i Catalogue of Life.